# 该礼县
该礼县（越南语：／）是越南前江省下辖的一个县。

## 地理
该礼县东接周城县、该礼市社和新福县，西接丐𦨭县，北接隆安省新盛县，南接永隆省龙湖县和槟椥省则拉县、周城县。

## 历史
2013年12月26日，以该礼市镇、美福西社、美行东社、美行中社、新富社、新平社、新会社、二美社、二贵社、清和社、富贵社和隆庆社1市镇11社析置该礼市社；该礼县仍辖盛禄社、美城北社、富强社、美城南社、富润社、平富社、锦山社、富安社、美隆社、隆先社、合德社、隆中社、会春社、新丰社、三平社、五合社16社。
2022年8月11日，越南国会常务委员会通过决议，自10月1日起，平富社改制为平富市镇。

## 行政区划
该礼县下辖1市镇15社，县莅平富市镇。
- 平富市镇（Thị trấn Bình Phú）
- 锦山社（Xã Cẩm Sơn）
- 合德社（Xã Hiệp Đức）
- 会春社（Xã Hội Xuân）
- 隆先社（Xã Long Tiên）
- 隆中社（Xã Long Trung）
- 美隆社（Xã Mỹ Long）
- 美城北社（Xã Mỹ Thành Bắc）
- 美城南社（Xã Mỹ Thành Nam）
- 五合社（Xã Ngũ Hiệp）
- 富安社（Xã Phú An）
- 富强社（Xã Phú Cường）
- 富润社（Xã Phú Nhuận）
- 三平社（Xã Tam Bình）
- 新丰社（Xã Tân Phong）
- 盛禄社（Xã Thạnh Lộc）